# Salix subsericea
Salix subsericea är en videväxtart som beskrevs av Döll. Salix subsericea ingår i släktet viden, och familjen videväxter. Inga underarter finns listade i Catalogue of Life.